# Мавзолей Биби Ходжар
Мавзолей Биби Ходжар 1846 года постройки находится возле шеркта Мадаминова. В  мемориальный комплекс, входят мавзолей, зимняя мечеть и кладбище. На колонне зимней мечети есть табличка, где говорится, что здание было заложено во время правления Мухаммад Рахим-хана. Мавзолей был восстановлен в честь 850-летия со дня рождения мыслителя и учителя Нажмиддина Кубро, а Биби Ходжар была его матерью.